# Leopold Leeb
Leopold Leeb SVD (chin. Léi Lìbó 雷立柏, * 1967 in Hollabrunn) ist ein österreichischer Philosoph, Theologe, Sinologe, Übersetzer und Professor an der Chinesischen Volksuniversität (Zhōngguó rénmín dàxué 中国人民大学) in Peking. Er spielt eine wichtige Rolle für die Altphilologie (der tres linguae sacrae, vor allem für Latein) in China.

## Biografie
Ab 1985 studierte Leopold Leeb am Missionshaus St. Gabriel in Mödling bei Wien Philosophie und Theologie. Von 1988 bis 1991 studierte er Chinesisch und chinesische Philosophie an der Fu-jen-Universität in Taipeh. 1991 bis 1995 setzte er seine Studien in Mödling fort. 1995 bis 1999 studierte er chinesische Philosophie an der Universität Peking und schloss mit einem Doktorat über Zhang Heng ab.
1999 bis 2004 arbeitete Leeb als Forscher und Übersetzer an der Chinesischen Akademie der Sozialwissenschaften.
Er ist Mitglied des Monumenta-Serica-Instituts in Sankt Augustin.
Seit 2004 ist Leeb Professor an der Chinesischen Volksuniversität, wo er u. a. Latein, Altgriechisch, Althebräisch und Literaturgeschichte unterrichtet.

## Werke (Auswahl)

### Monografien
- Zhāng Héng, kēxué yǔ zōngjiào 《张衡、科学与宗教》. 2000.
- Lùn jīdū zhī dà yǔ xiǎo 1900–1950 nián jiān huárén zhīshifènzi yǎnzhōng de jīdūjiào 《论基督之大与小  1900–1950年间华人知识分子眼中的基督教》 (De quantitate Christi: Christianity in the Easy of Chinese Intellectuals 1900 to 1950). Shèhuì kēxué wénxiàn chūbǎnshè 社会科学文献出版社 2000.
- Shèngjīng de yǔyán hé sīxiǎng 《圣经的语言和思想》. Zōngjiào wénhuà chūbǎnshè 宗教文化出版社 2000, ISBN 978-7-80123-296-0.
- Gǔ Xīlà Luómǎ yǔ jīdū zōngjiào 《古希腊罗马与基督宗教》 Shèhuì kēxué wénxiàn chūbǎnshè 社会科学文献出版社 2002。
- Jīdū zōngjiào zhīshi cídiǎn 《基督宗教知识辞典》. Zōngjiào wénhuà chūbǎnshè 宗教文化出版社 2003, ISBN 978-7-80123-538-1.
- Lādīngyǔ Hànyǔ jiǎnmíng cídiǎn 《拉丁语汉语简明词典》/ Dictionarium parvum latino-sinicum. Shìjiè túshū chūbǎn gōngsī 世界图书出版公司 2011, ISBN 978-7-5100-3172-4.
- Lādīng chéngyǔ cídiǎn 《拉丁成语词典》. Zōngjiào wénhuà chūbǎnshè 宗教文化出版社 2006, ISBN 978-7-80123-797-2.
- Hànyǔ shénxué shùyǔ cídiǎn 《汉语神学术语辞典》 2007.
- Lā Yīng Dé Hàn fǎlǜ géyán cídiǎn 《拉英德汉法律格言辞典》. Zōngjiào wénhuà chūbǎnshè 宗教文化出版社 2008, ISBN 978-7-80254-025-5.
- Jiǎnmíng Lādīngyǔ jiàochéng 《简明拉丁语教程》/ Cursus brevis linguae latinae. Shāngwù yìnshūguǎn 商务印书馆 2010, ISBN 978-7-100-05888-9.
- Gǔ Xīlà Luómǎ jí jiàofù shíqī míngzhù míngyán cídiǎn 《古希腊罗马及教父时期名著名言辞典》. Zōngjiào wénhuà chūbǎnshè 宗教文化出版社 2007, ISBN 978-7-80123-921-1
- Xīfāng jīngdiǎn Yīng Hàn tíyào 《西方经典英汉提要》. Shìjiè túshū chūbǎn gōngsī 世界图书出版公司 2010, Bd. 1 ISBN 978-7-5100-1155-9; Bd. 2 ISBN 978-7-5100-2068-1; Bd. 3 ISBN 978-7-5100-2718-5.

### Artikel
- Yī gè xīfāngrén de lúnyǔ xīndé 一个西方人的论语心得 Běijīng zhōubào 《北京周报》 (Beijing Rundschau), 23. März 2007.

### Übersetzungen ins Chinesische
- Joseph Ratzinger: Jīdūjiào dǎolùn 《基督教导论》 (Einführung in das Christentum). Shànghǎi sānlián shūdiàn 上海三联书店 2002, ISBN 978-7-5426-1693-7 (mit 静也).
- John Wu Ching-hsiung (Wú Jīngxióng 吴经熊): Chāoyuè dōngxīfāng 《超越东西方》 (Beyond East and West). Shèhuì kēxué wénxiàn chūbǎnshè 社会科学文献出版社 2002, ISBN 978-7-80149-717-8.
- Joseph Höffner: Jīdū zōngjiào shèhuì xuéshuō 《基督宗教社会学说》 (Christliche Gesellschaftslehre). Huádōng shīfàn dàxué chūbǎnshè 华东师范大学出版社 2010, ISBN 978-7-5617-7716-9 (mit Níng Yù 宁玉).
- Karl-Heinz Peschke: Jīdū zōngjiào lúnlǐxué 《基督宗教伦理学》 (Christliche Ethik. Spezielle Moraltheologie). Huádōng shīfàn dàxué chūbǎnshè 华东师范大学出版社 2010, ISBN 978-7-5617-7715-2 (mit Jìng Yě 静也 und Cháng Hóng 常宏).
- Karl Bihlmeyer, Herrmann Tüchle: Gǔdài jiàohuì shǐ 《古代教会史》 (Kirchengeschichte. Das christliche Altertum). 宗教文化出版社 2009, ISBN 978-7-80254-105-4; Zhōngshìjì jiàohuì shǐ 《中世纪教会史》 (Kirchengeschichte. Das Mittelalter). Zōngjiào wénhuà chūbǎnshè 宗教文化出版社 2010, ISBN 978-7-80254-260-0
- Peter H. Wehrhahn: Qǐyèjiā de jīngjì zuòyòng hé shèhuì zérèn 《企业家的经济作用和社会责任》(Der Unternehmer. Seine ökonomische Funktion und gesellschaftliche Verantwortung). Huádōng shīfàn dàxué chūbǎnshè 华东师范大学出版社 2011, ISBN 978-7-5617-8211-8.